# NGC 1383
NGC 1383 è una galassia lenticolare situata nella costellazione dell'Eridano, a una distanza di circa 58 milioni di anni luce dalla nostra Via Lattea.

## Scoperta
La galassia è stata scoperta l'11 dicembre 1835 dall'astronomo britannico John Herschel.

## Descrizione
La designazione FCC 190 indica che NGC 1387 viene considerata come membro dell'Ammasso di Eridano nel catalogo di Henry Ferguson.

## Gruppo di NGC 1359 e di NGC 1407
Secondo il sito «Un atlas de l'Univers» di Richard Powell, NGC 1383 fa parte del Gruppo di NGC 1359. Questo piccolo gruppo di galassie comprende almeno altre tre galassie: NGC 1359, NGC 1393 e ESO 548-32, (UGCA 077). Il Gruppo di NGC 1359 fa parte dell'Ammasso di Eridano.
Secondo lo studio di A.M. Garcia del 1993, NGC 1359 appartiene al Gruppo di NGC 1407, che comprende nove membri. Garcia include inoltre ESO 548-79.